# Phơ
Phơ là những thiết bị dùng để căn chỉnh, biến hóa âm thanh của chiếc đàn Guitar điện ra nhiều loại tiếng khác nhau. Một cách đơn giản, phơ làm cho chiếc Guitar điện (vốn cấu tạo chỉ như một chiếc Guitar gỗ có gắn 1 thiết bị bắt âm (pickup)) tạo ra những âm thanh lúc è è chói tai (distortion), lúc mềm mại (clean), hay lúc thì quái gở (wah wah). Phơ thường có kèm các nút bấm bằng chân (pedal), giúp người chơi có thể thay đổi tiếng không cần đến tay khi đang chơi. Một chiếc phơ đơn giản nhất có 2 ổ cắm: In và Out. In nhận tín hiệu từ đàn; out phát tín hiệu đến loa.
Đây là thuật ngữ ít được biết đến trong đời sống hằng ngày, nhưng lại được nhắc đến rất nhiều trong giới Mixer, rocker ở Việt Nam.

## Thuật ngữ Phơ
Từ phơ xuất phát từ âm Fuzz trong tiếng Anh (tên một loại hiệu ứng gần giống Distortion). Ngay từ những thập kỷ trước, các rocker tiền thân ở Việt Nam đã bắt đầu dùng sai từ này (đây chỉ là tên một hiệu ứng, không phải là tên cả dòng thiết bị). Dần dần, từ phơ đã thâm nhập vào ngôn ngữ của giới Rock, sai lâu thành đúng. Từ Phơ hiện nay mang nghĩa tất cả những gì biến hóa âm thanh cho đàn Guitar điện.
Một điều lý thú là ở các nước khác, không hề có một thuật ngữ nào để nói chung về tất cả những thiết bị biến âm Guitar điện như từ Phơ ở tiếng Việt. Ở Mỹ, phơ được gọi bằng những thuật ngữ không hề thống nhất như Effect pedal (thường nói về phơ cục), Multi effect (thường ám chỉ phơ bàn), hay nhiều người chỉ gọi bằng Amp. Chỉ có ở Việt Nam mới có một thuật ngũ thống nhất nói chung về tất cả những thiết bị đó.

## Phân loại phơ

### Phơ cục
Phơ cục là loại phơ chỉ mang trong mình một Effect hoặc một Amp duy nhất. Phơ loại này thường chỉ có một pedal on/off; dẫm một cái là On, dẫm một cái nữa là Off. Các thông số được vặn trực tiếp bằng tay, không có khả năng lưu trữ nhiều kiểu căn chỉnh khác nhau. Nguyên nhân là do phần lớn phơ cục cấu tạo từ những mach điện thật, không phải giả lập như phơ bàn. Tuy bất tiện khi sử dụng, phơ cục lại đem đến cho người chơi âm thanh rất tốt.

### Phơ bàn
Phơ bàn là loại phơ điện tử, mang trong mình rất nhiều effect và amp khác nhau. Phơ bàn có khả năng trộn các effect, amp với nhau. Mỗi effect và amp lại có những cài đặt số liệu riêng, phơ bàn có thể lưu trữ tất cả các chỉ số đó vào bộ nhớ và có thể tái hiện những lưu trữ đó chỉ bằng một hay vài nhát dẫm chân lên pedal. Do có nhiều pedal để tạo tiện nghi, phơ bàn thường có hình dáng "bàn". Tuy vậy, điều đặc trưng để xác định một chiếc phơ là bàn hay cục đó là việc phơ đó có khả năng lưu những căn chỉnh khác nhau được không, chứ không phải là hình dáng của phơ. Do có khả năng lưu trữ nhiều cài đặt khác nhau, phơ bàn rất tiện dụng. Tuy nhiên do được giả lập, chất lượng âm thanh của phơ bàn không thể tốt bằng phơ cục.

## Hãng phơ, dòng phơ

### phơ cục
Hãng làm phơ cục nổi tiếng nhất là Boss. Các hãng cũng được lưu ý khác là Line 6, Behringer...

### phơ bàn
Phơ bàn có mấy dòng nổi tiếng như sau:
- GT của Boss
- G của Zoom
- GNX của Digitech
- Pod của Line 6

Các dòng yếu hơn của các hãng là:
- ME của Boss
- x0x của Zoom (505, 606, 707...)
- RP của Digitech